# 대통운수
대통운수는 경기도 하남시의 마을버스 업체이고, 본사는 경기도 하남시 상산곡동에 있다. 선진그룹 버스사업부문의 계열사로 있다가 2011년 2월 분리된 마을버스 기업이다.

## 주요 연혁
- 2006년 5월 3일: 선진그룹 버스사업부문 하남시의 마을버스 자회사로 설립
- 2011년 2월 1일: 당시 같은 방계회사였던 하남시내버스가 KD운송그룹 산하의 하남시의 시내버스 자회사인 경기상운에 흡수합병됨에 따라 선진그룹 버스사업부문에서 계열분리되었다.
- 2016년 4월경: 천지운수에서 천지교통으로 회사명 변경
- 2018년 6월경: 천지교통에서 대통운수로 사명 변경

## 운행 노선
| 노선 번호 | 운행구간            | 운행구간 | 운행구간 | 경유지                                           | 배차 간격 (분) | 비고 |
| --------- | ------------------- | -------- | -------- | ------------------------------------------------ | -------------- | ---- |
| 1         | 상산곡동 공영차고지 | ↔        | 둔촌역   | 창우초교, 시청, 신장시장, 서하남사거리, 동북중고 | 10~15          |      |

## 과거 운행 노선
- ● 1-1번: 배얄미동 - 창우동 - 검단산입구 - 신안아파트 후문 - 천현초등학교 - 하남시청 - 신장초교 사거리 - 덕풍시장 - 덕풍파출소 (2013년 1월 최종 폐선)

## 보유 차종
킹롱 시티라이트와 그린시티 개선형으로 운행한다.